# Döbröczöni Ádám
Döbröczöni Ádám (Miskolc, 1944. június 6.–) okleveles gépészmérnök, egyetemi tanár, a műszaki tudomány kandidátusa, 2001-től 2009-ig a Miskolci Egyetem Gépészmérnöki és Informatikai Karának dékánja.

## Életpályája
Felsőfokú tanulmányait 1962-ben kezdte Miskolcon a Nehézipari Műszaki Egyetem Gépészmérnöki Karának hallgatójaként, majd okleveles gépészmérnökként végzett 1967-ben. 1967 és 1975 között a Nehézipari Műszaki Egyetem tanársegédjeként dolgozott. Ezután 1988-ig egyetemi adjunktus beosztásban működött. Az Odesszai Műszaki Egyetemmel való közös együttműködés keretében, mely a fogaskerékmeghajtások kutatása céljából jött létre, 1980 és 1984 között Odesszában élt, ahol az egyetemen aspiráns, tudományos vezetője K. I. Zablonszkij professzor volt.
1987-ben doktorált, majd 1988-tól az egyetem Gépelemek Tanszékének vezetőjeként tevékenykedett, 1994-től három éven át 1997-ig a Miskolci Egyetem Gépészmérnöki Karának dékánhelyettese volt. 1997-ben megszerezte a legmagasabb egyetemi tudományos fokozatot, a Dr. habil címet. 2001-ben a Gépészmérnöki és Informatikai Kar dékánjává nevezték ki, amely megbízatása 2009-ig folyamatos. Tudományos munkássága mellett számos szervezetben vállalt munkát és vezetett kutatócsoportokat működése alatt, munkájában nagyban segítette a német, angol, francia és orosz nyelvek magas szintű ismerete.

## Szak- és kutatási területei
Gépek és különleges mozgó szerkezetek tervezése, működtetése, tanulmányok a fogaskerék bolygóművek méretezése és terhelhetősége, minőségjavítása terén tevékenykedik elsősorban, ám a rétegezett szerkezetek tervezésének és méretezésének optimalizálásával, illetve a fogazásgeometriai kutatásokkal, gépészeti rezgésdiagnosztikával is foglalkozik.

## Tagságai
- 1991– a „Gép” című folyóirat szerkesztő bizottságának tagja, majd elnöke.[2]
- 1993–2000. a Bay Zoltán Alkalmazott Kutatási Alapítvány Logisztikai és Gyártástechnikai Intézet Tudományos Bizottságának tagja.
- 1993– az International Federation for the Theory of Machines and Mechanisms Technical Committee Micromechanisms tagja.
- 1996–2001. a Borsod-Abaúj-Zemplén megyei Mérnöki Kamara etikai és fegyelmi bizottságának választott tagja.
- 1997-2001. az MTA Gépszerkezettani Akadémiai Bizottsága Hajtástechnikai Albizottságának elnöke.
- 1996– az International Federation for the Theory of Machines and Mechanisms Technical Committee Gearing and Transmissions tagja
- 1999– a Magyar Mérnökakadémia tagja,[3]
- 1999–2002. az OTKA Gépészeti-Kohászati Zsűri tagja.
- 2000– a Magyar Csillagászati Egyesület tagja
- 2001– a Magyar Mérnökakadémia Ellenőrző Bizottságának tagja
- 2003– a Magyar Felsőoktatási Akkreditációs Bizottság Anyag- és Gépészmérnöki Bizottságának tagja.
- 2005– az MTA Gépszerkezettani Akadémiai Bizottságának elnöke.[4]

## Díjai

### Tudományos elismerések
- Tiszteletbeli évfolyamtárs és Gépész gyűrű, (1992)
- Signum Aureum Universitatis plakett a Miskolci Egyetemtől, (1993)
- Egyesületi érem a Gépipari Tudományos Egyesület díja, (1995)
- Kiváló Oktató diploma, Miskolci Egyetemisták Szövetsége, (1997)
- Pattantyús-Ábrahám Géza díj, a Gépipari Tudományos Egyesület díja (1999)
- Szent-Györgyi Albert-díj (2011)

### Közéleti elismerések
- Szemere Bertalan közéleti díj, 2009[5]
- A Magyar Érdemrend tisztikeresztje, 2013

## Könyvek
- Dr. Terplán Zénó–Dr. Apró Ferenc–Dr. Antal Miklós–Dr. Döbröczöni Ádám: Fogaskerék-bolygóművek. Műszaki Könyvkiadó, Budapest, 1979